# Laetitia Colombani
Laetitia Colombani  (Burdeos, 1976) es una novelista, directora de cine, actriz y guionista francesa. 

## Filmografía

### Como actriz
- 1958: Le Dernier Bip – Emma Merowski
- 1998: La Cousine Bette – Sin acreditar
- 2002: Paradisco – La mujer de los chocolates
- 2003: La Faucheuse – Marie
- 2003: Gomez & Tavarès
- 2003: Casting urgent – la directora del casting
- 2004: Qui mange quand ? (TV) – la camarera del desayuno
- 2005: Libre échange – Florence
- 2005: Belle, enfin possible – la telefonista
- 2005: Pas bouger ! – la madre
- 2005: Retiens-moi (TV) – Virginie
- 2008: Mes stars et moi – La psicoanalista de gatos

### Como directora
- 1998: Le Dernier Bip
- 2002: À la folie... pas du tout
- 2003: Une fleur pour Marie
- 2003: Quelques mots d'amour
- 2003: Casting urgent
- 2008: Mes stars et moi

## Obra literaria
- 2017: La Tresse (La trenza)
- 2019: Les Victorieuses (Las vencedoras)
- 2021: Le Cerf-volant ("El vuelo de la cometa")

## Premios
- Nominada en 2002 en el festival de Valladolid por À la folie... pas du tout.